# リチャード・パーソンズ (第2代ロス伯爵)
第2代ロス伯爵リチャード・パーソンズ（英語: Richard Parsons, 2nd Earl of Rosse、1716年頃 – 1764年8月27日）は、アイルランド貴族。1718年から1741年までオックスマンタウン卿の儀礼称号を使用した。

## 生涯
初代ロス伯爵リチャード・パーソンズと1人目の妻メアリー・ポーレット（Mary Powlett、1718年10月15日没、ウィリアム・ポーレットの娘）の息子として、1716年頃に生まれた。1741年6月26日に父が死去すると、ロス伯爵の爵位を継承した。
1754年2月16日、オリヴィア・エドワーズ（Olivia Edwards、1768年4月25日没、ヒュー・エドワーズの娘）と結婚した。
1764年8月27日に死去、29日に埋葬された。後継者がおらず、爵位は全て断絶した。